# Medvezjiöarna

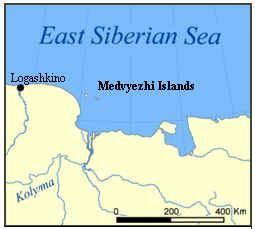
Områdeskarta

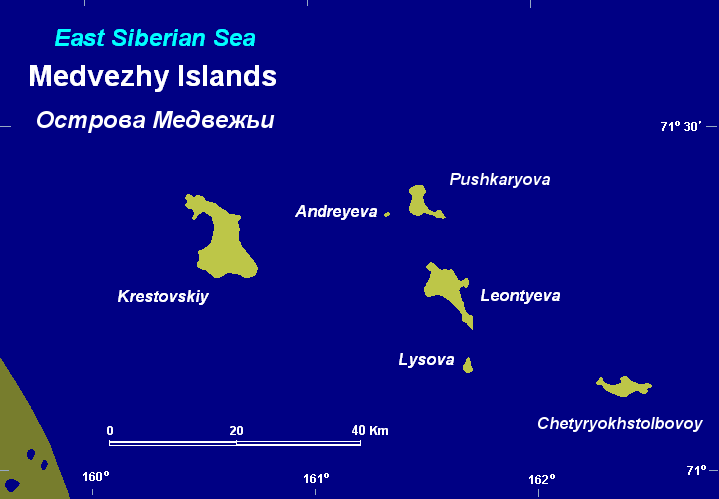
Medvezjiöarna

Medvezjiöarna (ryska: Медвежьи острова, Medvezji ostrova, "Björnöarna") är en ögrupp bland Rysslands arktiska öar i Norra ishavet.

## Geografi
Medvezjiöarna ligger cirka 4 400 km nordöst om Moskva utanför Sibiriens nordöstra kust i Östsibiriska havet cirka 100 km norr om Kolymaflodens mynning. 
De obebodda öarna är av vulkaniskt ursprung och har en areal om cirka 60 km². Den högsta höjden är på cirka 273 m ö.h.
Ögruppen består av de 6 större öarna:
- Krestovskijön (остров Крестовский, ostrov Krestovskij), huvudön
- Andrejevön (остров Андреева, ostrov Andrejeva)
- Tjetyrjochstolbovojön (остров Четырёхстолбовой, ostrov Tjetyrjochstolbovoj)
- Leontievön (остров Леонтьева, ostrov Leontieva)
- Lysovaön (остров Лысова, ostrov Lysova)
- Pusjkarjovön (остров Пушкарёва, ostrov Pusjkarjova)

Öarnas vegetation består av småträd och låga växter då den ligger inom tundran.
Förvaltningsmässigt ingår området i den ryska delrepubliken Sacha.
Björnöarna är inget unikt namn för en enda ögrupp, det finns ytterligare "Björnöar" bland ryska öar varav 2 i Karahavet och 1 i Ochotska havet. Även "Björnön" syftar på flera platser däribland Björnön söder om Svalbard och flera småöar såväl i Vita havet och Östersjön.

## Historia
1710 besöktes Medvezjiöarna av en grupp kosacker under ledning av Jakov Permjakov och Merkuri Wagin.
Tjetyrjochstolbovojön utforskades och kartlades av ryske sjöofficeren Fjodor Matiusjkin under en forskningsexpedition åren 1820 till 1823 genom den östra delen av sibiriska ishavskusten under Ferdinand von Wrangel.
Den 3 september 1878 seglade svenske Adolf Erik Nordenskiöld förbi området under Vegaexpeditionen med fartyget Vega för att färdas längs hela Nordostpassagen.